# NOS (entreprise)
Pour les articles homonymes, voir NOS.
NOS SGPS est une entreprise de télécommunications portugaise. Opérateur de téléphonie mobile et fournisseur d'accès à internet, de chaînes de télévision ainsi que de la distribution et de la présentation cinématographique, le groupe emploie près de 1 900 salariés pour un chiffre d'affaires de près de 3 milliards d'euros. 
L'entreprise fait partie des indices PSI-20 et du Next 150.

## Historique
Elle était auparavant intégrée au groupe Portugal Telecom sous le nom de PT Multimédia. Créée en 1996, PT Multimédia était la branche des services interactifs et Internet de Portugal Telecom. Elle détenait en outre l'exploitation du service de télévision par abonnement par câble et par satellite TV Cabo, service créé en 1994.
En 1999, PT Multimédia entre en bourse avec 58 % du capital encore détenu par Portugal Telecom. En septembre/octobre 2007, la scission Portugal Telecom/PT Multimédia est actée. Les entreprises sont désormais concurrentes.
En 2008, le changement de nom de PT Multimédia en ZON Multimédia a été voté par les actionnaires, dans une optique de différenciation vis-à-vis de Portugal Telecom. 
Depuis le 16 mai 2014, l'entreprise change nouvellement son nom en NOS, après la fusion de ZON et Optimus.
En avril 2020, Cellnex annonce l'acquisition des activités de tours de télécommunications portugaises de NOS, comprenant près de 2 000 tours, pour 375 millions d'euros.

## Actionnaires
Mis à jour au 1er septembre 2019.

| Nom                                  | Actions     | %     |
| ZOPT SGPS S.A.                       | 268 644 537 | 52,1% |
| Norges Bank Investment Management    | 10 891 068  | 2,11% |
| Harris Associates                    | 10 076 100  | 1,96% |
| BPI Vida e Pensões CompanhiaSeguros  | 9 685 034   | 1,88% |
| Massachusetts Financial Services     | 9 327 393   | 1,81% |
| Santander Asset Management           | 7 932 002   | 1,54% |
| Citadel Advisors                     | 7 712 863   | 1,50% |
| BlackRock Investment Management      | 7 642 992   | 1,48% |
| Lyxor International Asset Management | 6 421 557   | 1,25% |
| The Vanguard Group, Inc.             | 5 803 649   | 1,13% |